# Пихлер, Джованни
Джованни Пихлер (итал. Giovanni Pichler, 1 января 1734, Неаполь — 25 января 1791, Рим) — итальянский живописец, рисовальщик и гравёр, крупнейший мастер глиптики (искусства миниатюрной резьбы по твёрдому камню) XVIII века. Самый известный мастер из большой художественной семьи.

## Семья Пихлеров
Джованни, или Иоганн Антон, Пихлер был сыном резчика по камню Антонио Пихлера (1697—1779), от которого получил первые уроки этого ремесла. Его отец принадлежал к старинной тирольской семье из Брессаноне, переехавшей в Италию в первой четверти восемнадцатого века. В 1743 году Антонио Пихлер с сыном прибыли в Рим, где Пихлер Младший завершил своё художественное образование у живописца Доменико Корви.
Сводные братья Джованни Пихлера, Джузеппе (1760—1820) и Луиджи (1773—1854), сыновья от второго брака их отца, также активно работали резчиками по твёрдому камню. Луиджи Пихлер был также известным живописцем, членом римской Академии Святого Луки, художественных академий Флоренции, Милана, Венеции.
У самого Джованни было двое детей: Джакомо Пихлер (1778—1815), который пошёл по стопам отца, став превосходным резчиком камей, и Тереза, вышедшая замуж за итальянского поэта Винченцо Монти.

## Творчество Джованни Пихлера
Джованни был художником, занимавшимся энкаустикой и мозаикой, прежде чем посвятить себя исключительно глиптике. В начале своей деятельности он написал серию картин для братьев францисканцев Ориоли и августинцев Браччано. Только позднее он полностью посвятил себя резьбе инталий по твёрдому камню (intaglio delle pietre dure). Джованни Пихлер гравировал инталии необычайной красоты по образцам, предложенным ему И. И. Винкельманом, прибывшим в Рим в ноябре 1755 года. Своим мастерством Пихлер заслужил уважение художников, заказчиков и меценатов. Он получал награды и высокие комиссионные. Его искусство отличается высоким техническим и художественным уровнем мастерства. До настоящего времени Джованни Пихлер считается величайшим резчиком по драгоценным и полудрагоценным камням. В последние годы жизни он перешёл от углублённой резьбы по камню к созданию камей по заказам самых крупных коллекционеров и членов королевских семей Европы. Он изображал на драгоценных камеях семью императора Иосифа II Габсбург-Лотарингского дома, представителей ломбардской знати, а также римских пап, кардиналов и многих знаменитых людей своего времени.
Учениками Джованни Пихлера были известные резчики по камню: Филиппо Рега, Антонио Берини и Джованни Антонио Сантарелли.

## Галерея

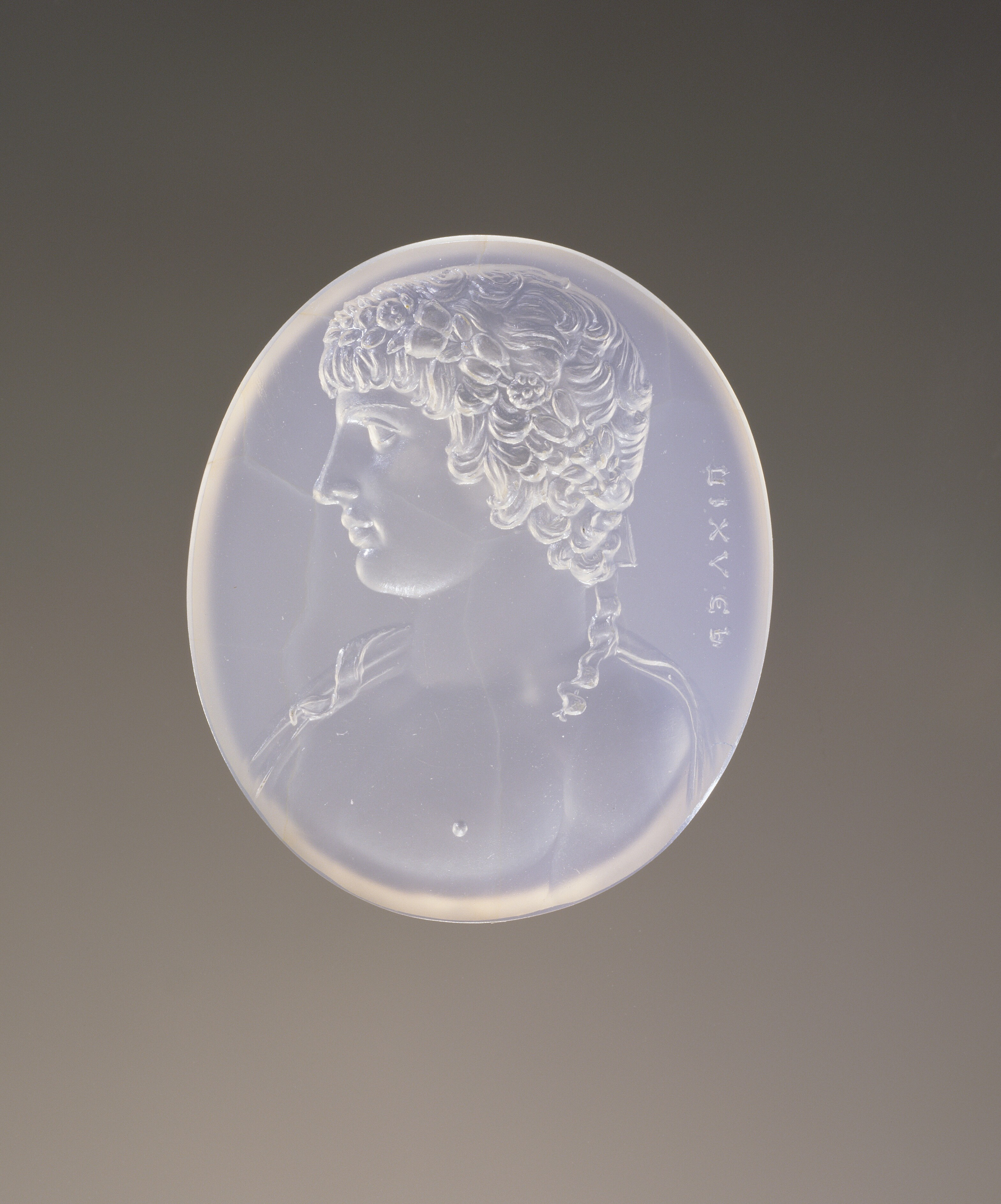
Антиной Альбани. Халцедон. Музей Гетти, Лос-Анджелес, США
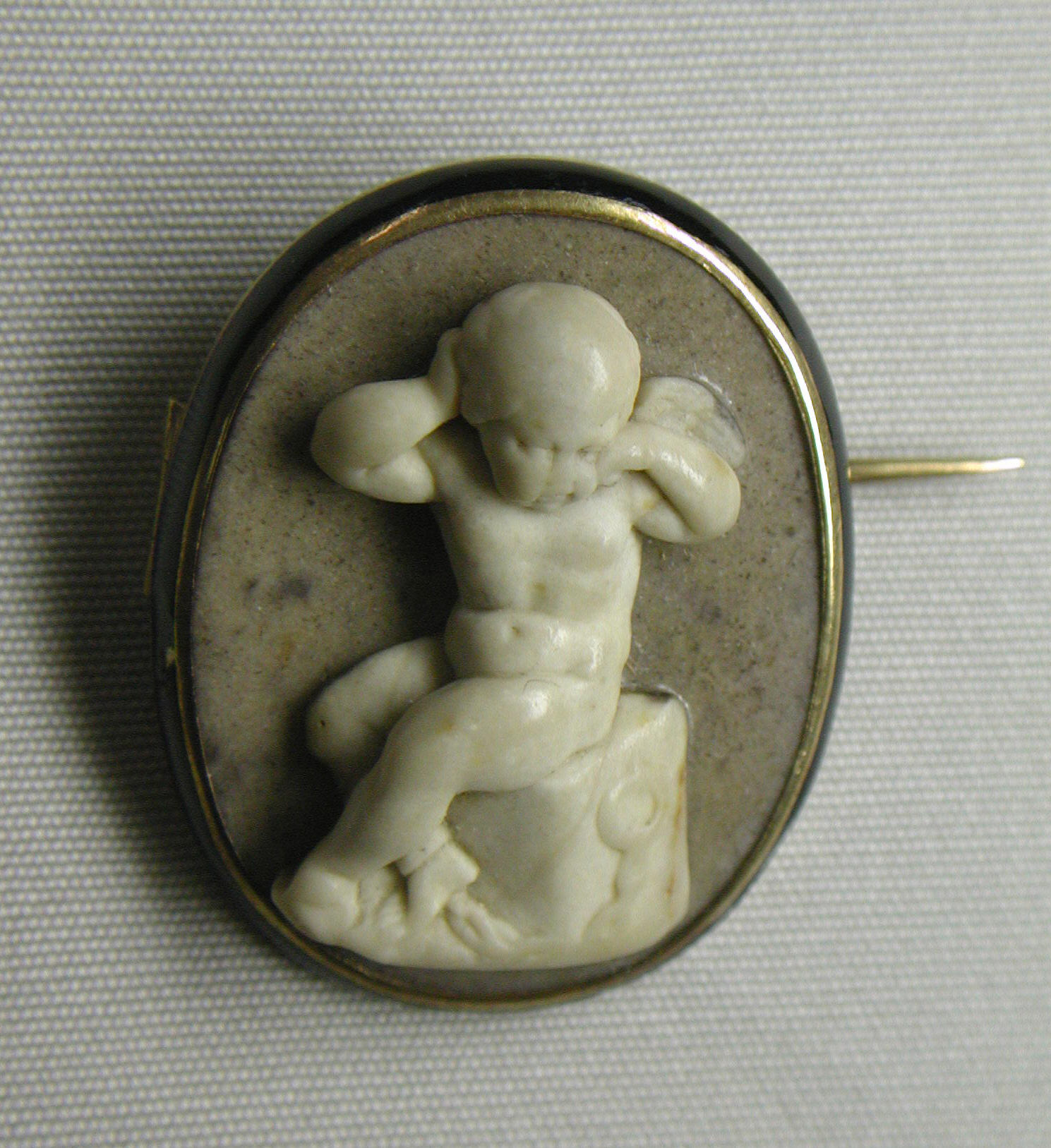
Купидон, прикованный к камню. Оникс, золотая оправа. Метрополитен-музей, Нью-Йорк
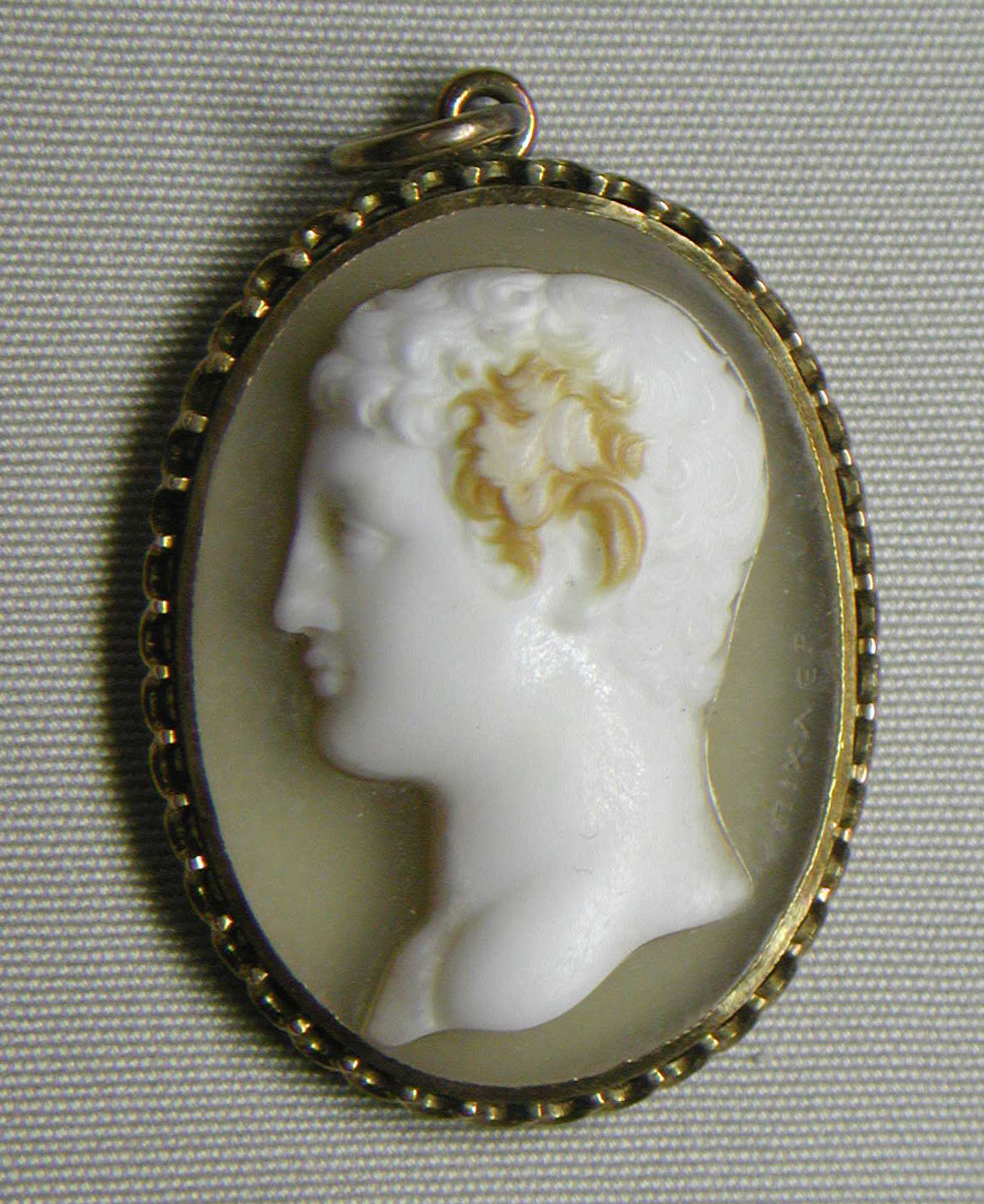
Голова молодого человека в римском стиле. Между 1775 и 1780. Сардоникс, золотая оправа. Метрополитен-музей, Нью-Йорк
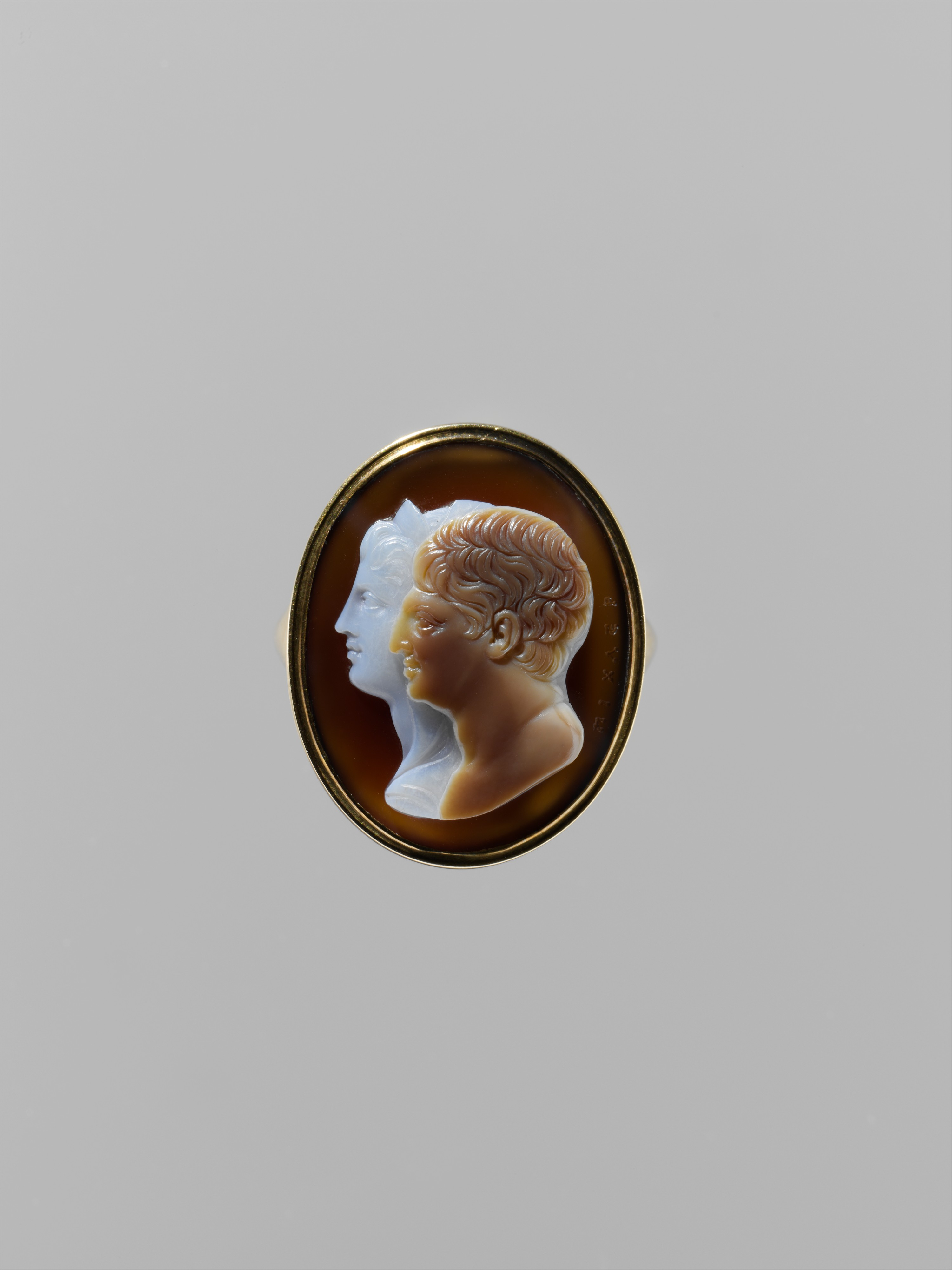
Двойной портрет в римском стиле. Между 1775 и 1780. Сардоникс, золотая оправа. Метрополитен-музей, Нью-Йорк
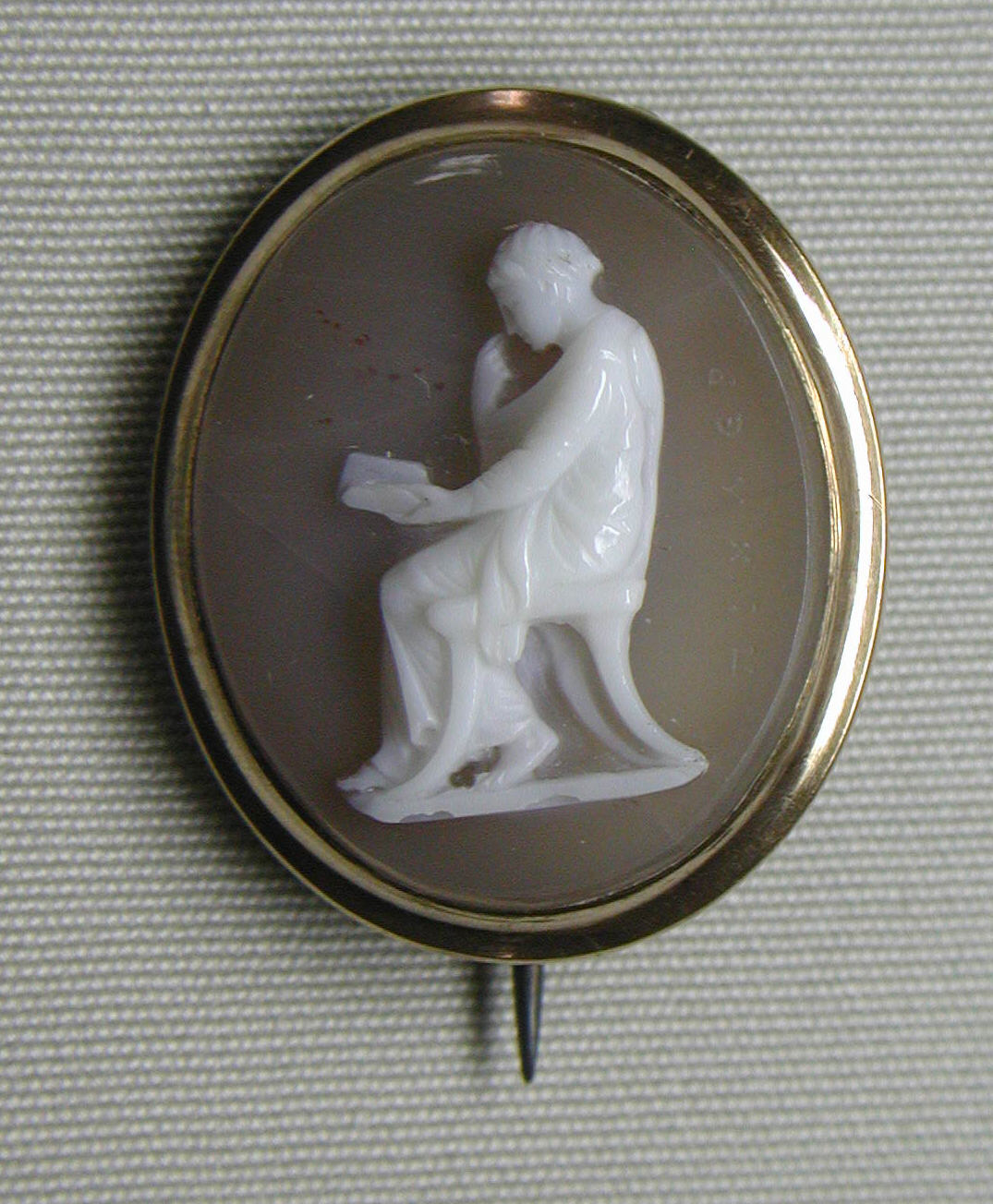
Сидящая женская фигура. Между 1775 и 1780. Сардоникс, золотая оправа. Метрополитен-музей, Нью-Йорк
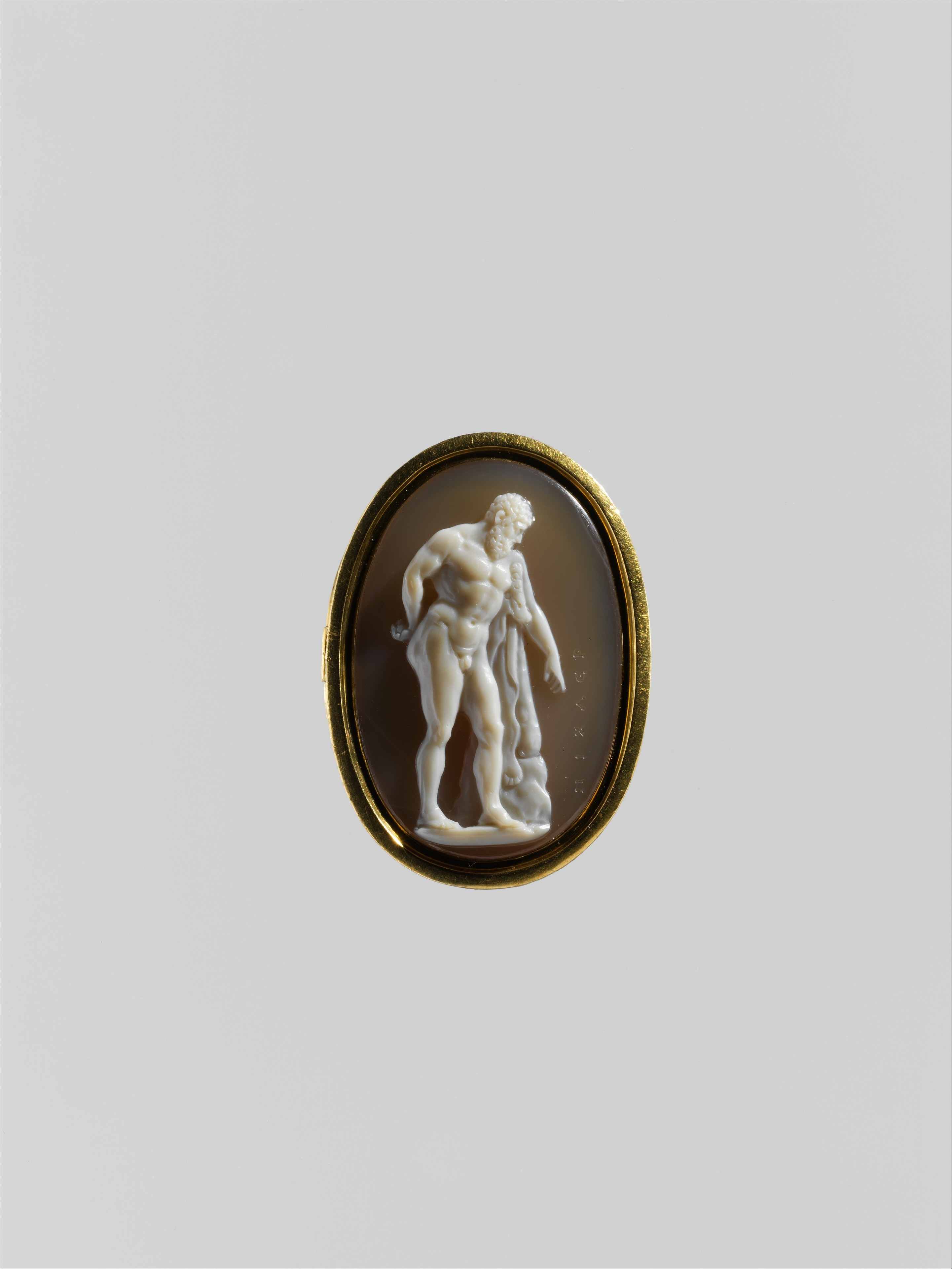
Геркулес Фарнезский. Между 1770 и 1790. Оникс, золотая оправа. Метрополитен-музей, Нью-Йорк
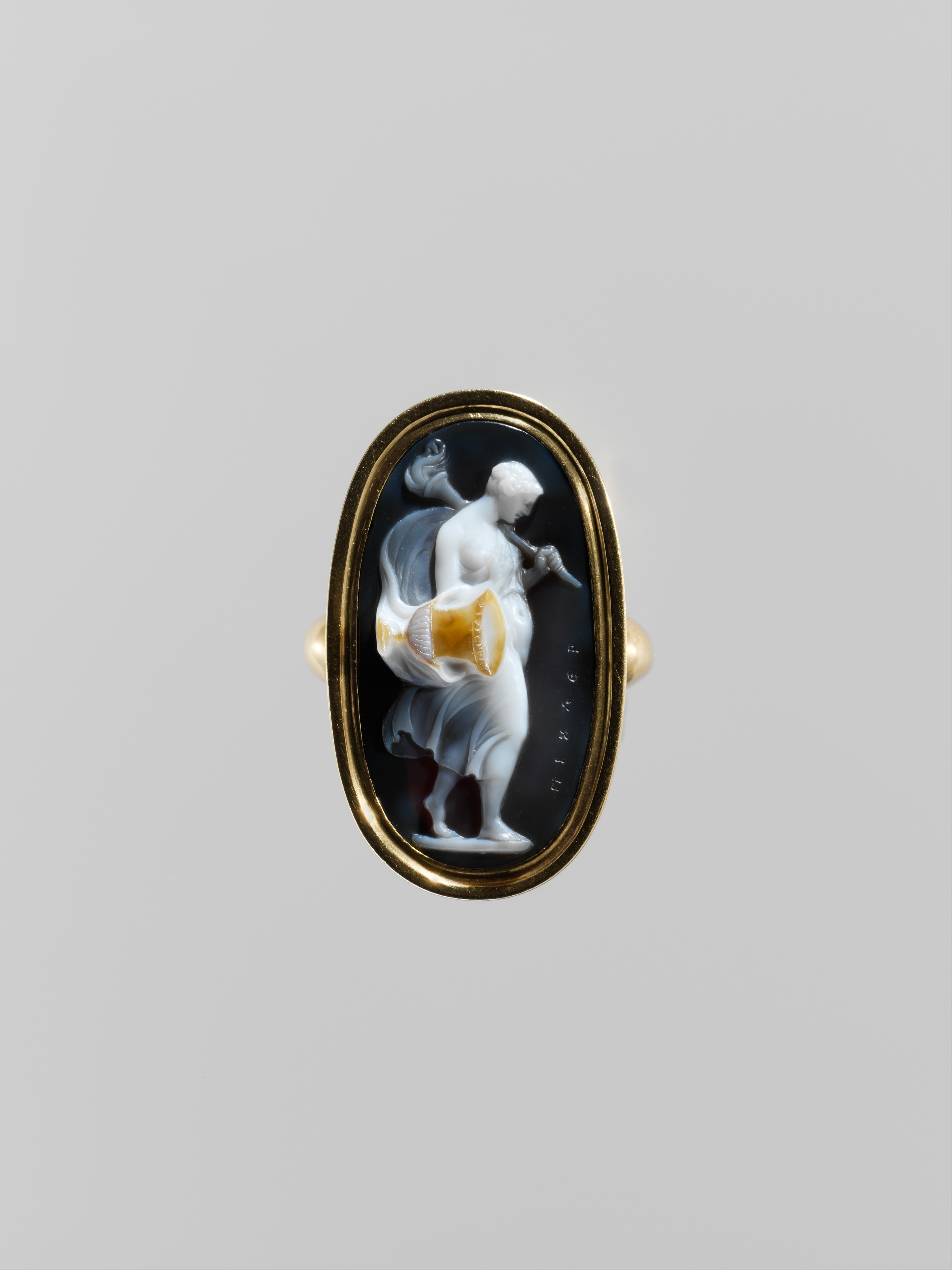
Молодая женщина с факелом и вазой. Геркулес Фарнезский. Между 1770 и 1790. Сардоникс, золотая оправа. Метрополитен-музей, Нью-Йорк